# IV Krajowy Festiwal Zespołów i Wokalistów Jazzowych „Jazz nad Odrą”
IV Krajowy Festiwal Zespołów i Wokalistów Jazzowych „Jazz nad Odrą” odbył się w dniach 10 - 12 marca 1967 roku.

## Laureaci
W kategorii zespołów tradycyjnych
- I - Playing Family (Kraków)
- II - High Society (Gliwice)

Wyróżnienie:
- College Jazz Band (Wrocław)

W kategorii zespołów nowoczesnych
- I - Kwintet Janusza Trzcińskiego (Toruń)
- II - Jazz Friends (Wrocław)